# Tanjung Kandanghaur
Tanjung Kandanghaur är en udde i Indonesien.   Den ligger i provinsen Kalimantan Selatan, i den västra delen av landet, 1 000 km öster om huvudstaden Jakarta.
Terrängen inåt land är mycket platt. Havet är nära Tanjung Kandanghaur åt sydost.